# Trierer Bachchor
Der Trierer Bachchor wurde 1969 von Kirchenmusikdirektor Ekkehard Schneck als interkonfessioneller und überregionaler Konzertchor in kirchlicher Trägerschaft gegründet. Seit Januar 1999 wird die rund 80 Mitglieder umfassende ökumenische Chorgemeinschaft von Kirchenmusikdirektor Martin Bambauer geleitet.
Bach bildet mit seinen Motetten, seinen Kantaten, Passionen und dem Weihnachtsoratorium einen Schwerpunkt; die großen Chorwerke von Monteverdi, Schütz, Händel, Mendelssohn, Mozart, Brahms und Bruckner werden jedoch ebenso gepflegt. Der Trierer Bachchor hat im vergangenen Vierteljahrhundert nicht nur in regelmäßigen Konzerten in der Konstantin-Basilika, sondern auch in den benachbarten Bundesländern sowie in Belgien, Frankreich und Luxemburg ein umfangreiches Repertoire zur Aufführung gebracht.